# Joe Saunders
Joseph Francis Saunders (né le 16 juin 1981 à Falls Church, Virginie, États-Unis) est un ancien lanceur gaucher de baseball.
Il joue dans la Ligue majeure de baseball de 2005 à 2014 et est sélectionné au match des étoiles en 2008 comme représentant des Angels de Los Angeles.

## Biographie

### Angels de Los Angeles

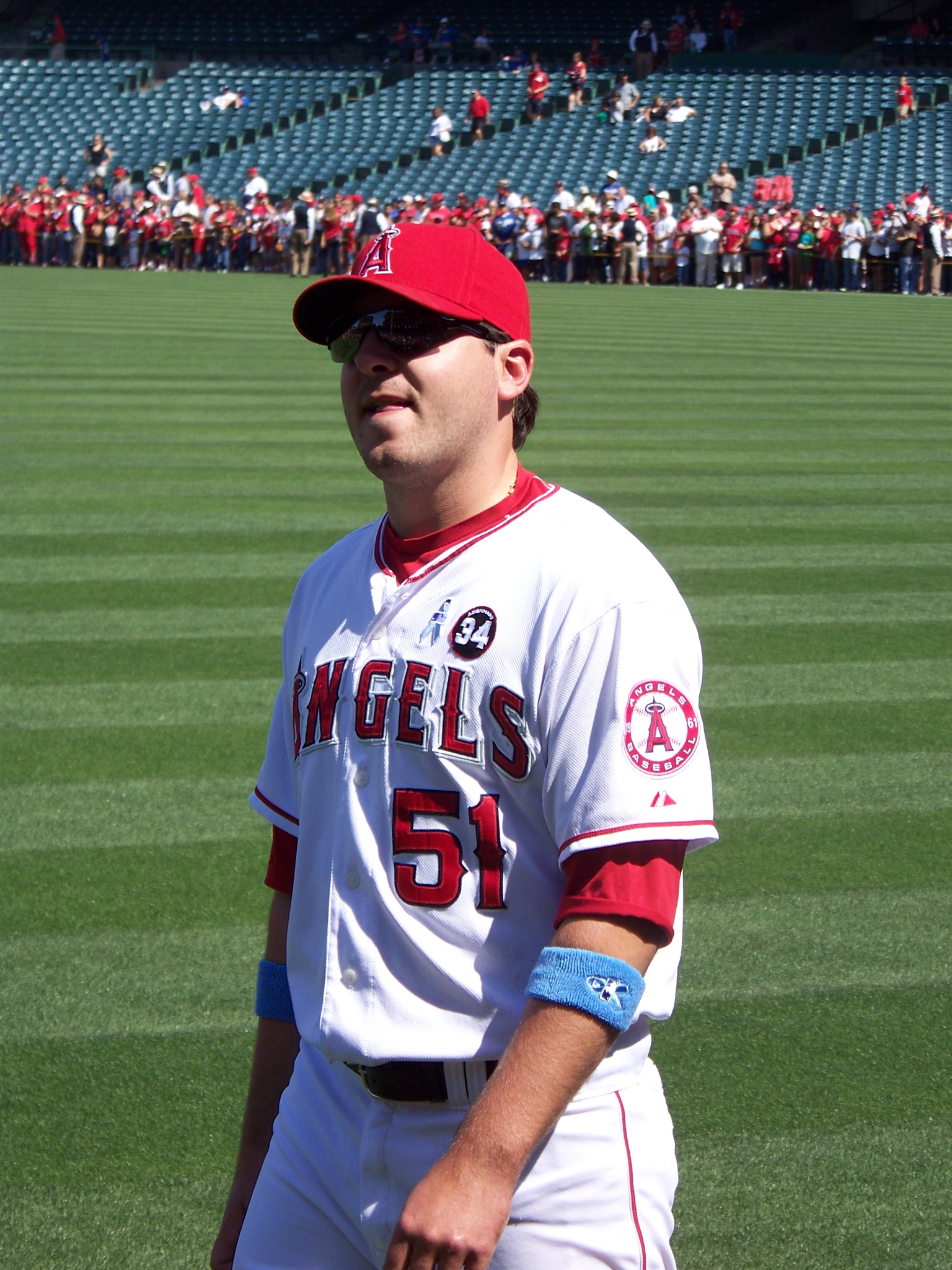
Joe Saunders en 2009 avec les Angels.

Après des études secondaires à la West Springfield High School de Springfield (Virginie), Joe Saunders suit des études supérieures à Virginia Tech où il porte des couleurs des Virginia Tech Hokies en 2002.
Joe Saunders est repêché le 2 juin 2002 par les Angels de Los Angeles d'Anaheim au premier tour de sélection (12e choix). Il passe trois saisons en Ligues mineures avant d'effectuer ses débuts en Ligue majeure le 16 août 2005.
Il est invité au match des étoiles de 2008, au milieu d'une saison où il remporte 17 victoires contre seulement 7 défaites pour les Angels, avec une moyenne de points mérités de 3,41 en 198 manches lancées. Il débute en séries éliminatoires le 5 octobre dans le troisième match de Série de divisions de la Ligue américaine au Fenway Park, contre les Red Sox de Boston. Victime de quatre points mérités, il quitte la rencontre pendant la cinquième manche mais n'est finalement pas impliqué dans une décision.
Il enchaîne en 2009 avec une autre belle saison, dans laquelle il gagne 16 parties contre 7 perdues. Sa moyenne de points mérités est cependant à la hausse et atteint 4,60 en 186 manches de travail. Il effectue deux départs en Série de championnat de la Ligue américaine contre les Yankees de New York. Partant des Angels dans les deuxième et sixième match, il encaisse la défaite dans cette dernière partie où son équipe est éliminée par les futurs champions du monde.

### Diamondbacks de l'Arizona
Le 25 juillet 2010, les Angels cèdent Saunders, le lanceur droitier Rafael Rodriguez et les gauchers Pat Corbin et Tyler Skaggs aux Diamondbacks de l'Arizona en retour du droitier Dan Haren. Le lanceur des Angels montre une fiche de 6-10 et une moyenne de points mérités de 4,62 au moment de l'échange. 
Il effectue 13 départs pour Arizona mais ne remporte que 3 de ses 10 décisions. Avec une fiche de 9-17 au total pour les Angels et les Diamondbacks, Saunders est le lanceur du baseball majeur qui subit le plus grand nombre de défaites en 2010.
En 2011, le lanceur partant amorce 33 parties des Diamondbacks et remporte 12 parties contre 13 matchs perdus. Sa moyenne de points mérités (3,69) est néanmoins respectable et il lance un nombre important de manches (212) durant la saison régulière. Il est envoyé au monticule pour amorcer le 4e match de Série de divisions de la Ligue nationale alors que les Diamondbacks font face à l'élimination contre les Brewers de Milwaukee. Son équipe lui donne une avance de 5-1 après une manche mais il est retiré de la partie après avoir accordé trois points en quatre manches. Il ne reçoit pas de décision dans la victoire de 10-6 de son équipe.
Il devient agent libre après cette saison complète en Arizona. Le 17 janvier 2012, il obtient un nouveau contrat de 6 millions de dollars pour une saison avec les Diamondbacks.

### Orioles de Baltimore

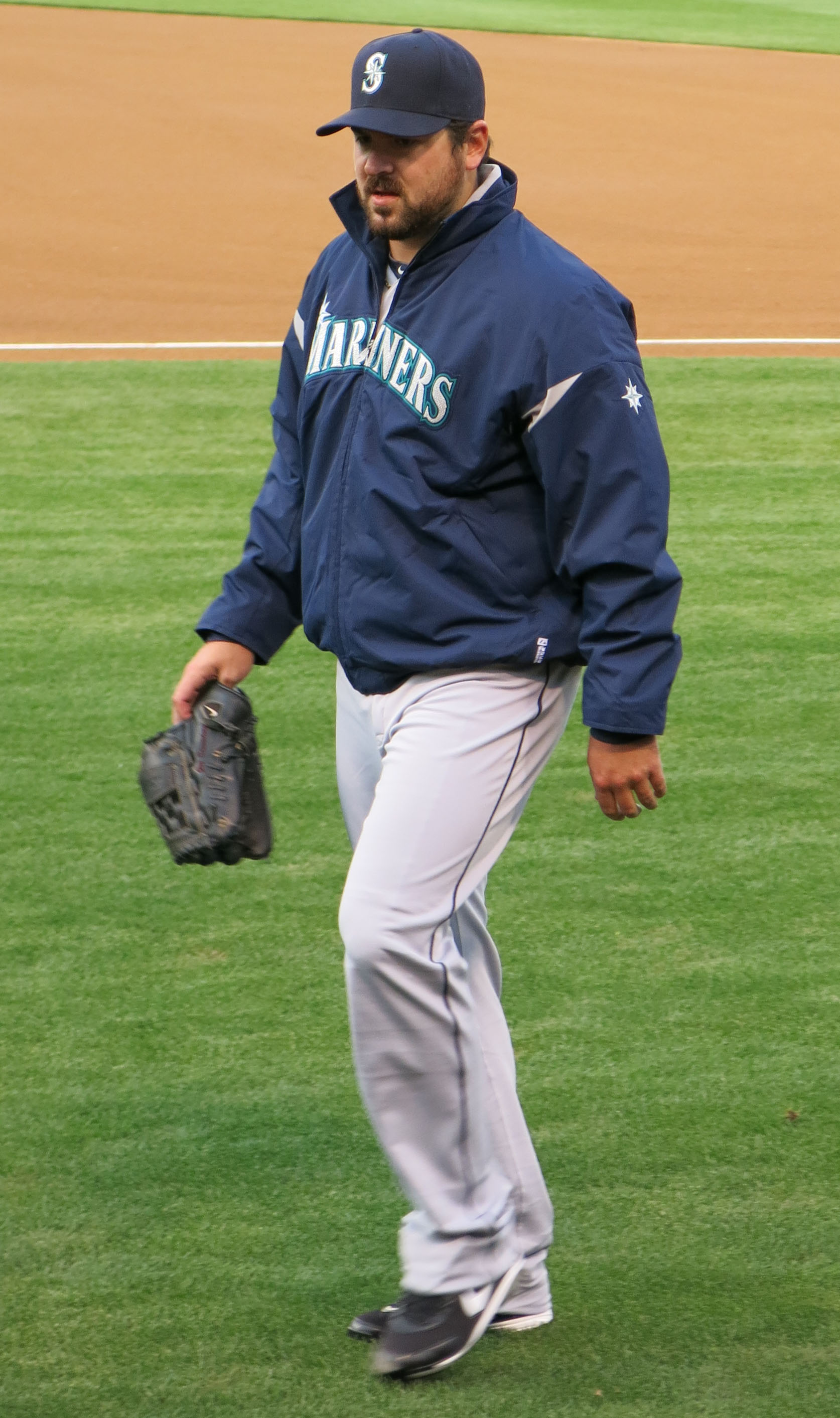
Joe Saunders en 2013 avec les Mariners.

Le 26 août 2012, les Diamondbacks échangent Saunders aux Orioles de Baltimore en retour du lanceur droitier Matt Lindstrom. Au moment de l'échange, sa fiche est de six victoires et dix défaites avec une moyenne de points mérités de 4,07 après 28 départs pour Arizona. Saunders remporte trois victoires contre trois défaites en sept départs pour les Orioles, avec une moyenne de points mérités de 3,63 en 44 manches et deux tiers lancées pour sa nouvelle équipe, qu'il aide à atteindre les éliminatoires pour la première fois en quinze ans. Il est choisi pour être le lanceur partant des Orioles dans le match de meilleur deuxième qui les oppose aux Rangers du Texas. Après avoir accordé un point à la manche initiale, il blanchit l'adversaire jusqu'en sixième pour être le lanceur gagnant de cette partie. Il n'accorde qu'un point en cinq manches et deux tiers lancées dans le quatrième match de la Série de division entre Baltimore et les Yankees de New York mais le club perd en prolongation. Saunders termine 2012, sa dernière année de contrat, avec 9 victoires, 13 défaites et une moyenne de points mérités de 4,07 en 174 manches et deux tiers lancées pour Arizona et Baltimore.

### Mariners de Seattle
Le 12 février 2013, Saunders signe un contrat d'un an et une année d'option avec les Mariners de Seattle. À sa seule année avec le club, il remporte 11 victoires en 32 départs mais ses 16 défaites sont le 3e plus haut total des majeures après Edwin Jackson des Cubs et Lucas Harrell des Astros. En 183 manches au monticules, le 3e plus haut total des lanceurs des Mariners, sa moyenne de points mérités de 5,26 est sa plus élevée en carrière.

### Rangers du Texas
Le 5 mars 2014, Saunders signe un contrat avec les Rangers du Texas et est à leur camp d'entraînement en compétition pour un des postes de lanceur partant. 
Sa saison commence du mauvais pied : dès son premier départ pour les Rangers le 4 avril contre les Rays de Tampa Bay, il accorde 5 points dont 4 mérités, un d'entre eux en atteignant un frappeur adverse avec les buts remplis, et quitte après 3 manches et deux tiers lancées lorsqu'une balle cognée en flèche par Evan Longoria le heurte à la cheville gauche. Il est alors placé sur la liste des joueurs blessés et ne lance pas pour les Rangers avant le 28 mai suivant. Il est inefficace pour Texas avec une moyenne de points mérités de 6,13 en 39 manches et deux tiers lancées, 20 buts-sur-balles accordés contre 22 retraits sur des prises, et 5 défaites en 8 départs. En y ajoutant ses statistiques avec l'Express de Round Rock, le club-école des Rangers où il lance pour retrouver la forme après sa blessure, Saunders a une victoire en 10 décisions et une moyenne de 5,65 points mérités alloués par partie en 16 départs depuis son arrivée chez la franchise texane. 

### Royals de Kansas City
Libéré par les Rangers dans les premiers jours de juillet, Saunders signe un contrat chez les Royals de Kansas City, rejoint leur club-école d'Omaha, y affiche une moyenne de points mérités de 6,75 en 4 parties et est libéré à nouveau au cours du même mois.

### Retour à Baltimore
Au début août 2014, Saunders signe un contrat des ligues mineures avec son ancienne équipe, les Orioles de Baltimore. En 6 sorties pour les Orioles, il lance 3 manches et un tiers et alloue 5 points mérités. Il termine la saison avec aucune victoire, 5 défaites et une moyenne de points mérités de 6,70 en 14 matchs joués et 43 manches lancées pour Texas et Baltimore.

### Retour à Seattle
Le 20 février 2015, Saunders retourne avec le club de Seattle lorsqu'il signe un contrat des ligues mineures avec les Mariners.

## Statistiques
En saison régulière
| Statistiques de lanceur |           |    |    |    |     |    |    |    |       |     |      |
| Saison                  | Équipe    | G  | GS | CG | SHO | W  | L  | SV | IP    | SO  | ERA  |
| 2005                    | LA Angels | 2  | 2  | 0  | 0   | 0  | 0  | 0  | 9.1   | 4   | 7,71 |
| 2006                    | LA Angels | 13 | 13 | 0  | 0   | 7  | 3  | 0  | 70.2  | 51  | 4,71 |
| 2007                    | LA Angels | 18 | 18 | 0  | 0   | 8  | 5  | 0  | 107.1 | 69  | 4,44 |
| 2008                    | LA Angels | 31 | 31 | 1  | 0   | 17 | 7  | 0  | 198.0 | 103 | 3,41 |
| 2009                    | LA Angels | 31 | 31 | 1  | 1   | 16 | 7  | 0  | 186.0 | 101 | 4,60 |
| Totaux                  |           | 95 | 95 | 2  | 1   | 48 | 22 | 0  | 571.1 | 328 | 4,22 |

En séries éliminatoires
| Statistiques de lanceur |           |   |    |    |     |   |   |    |      |    |      |
| Saison                  | Équipe    | G | GS | CG | SHO | W | L | SV | IP   | SO | ERA  |
| 2008                    | LA Angels | 1 | 1  | 0  | 0   | 0 | 0 | 0  | 4.2  | 2  | 7,71 |
| 2009                    | LA Angels | 2 | 2  | 0  | 0   | 0 | 1 | 0  | 10.1 | 5  | 4,35 |
| Totaux                  |           | 3 | 3  | 0  | 0   | 0 | 1 | 0  | 15.0 | 7  | 5,40 |

Note: G = Matches joués ; GS = Matches comme lanceur partant ; CG = Matches complets ; SHO = Blanchissages ; 
V = Victoires ; D = Défaites ; SV = Sauvetages ; IP = Manches lancées ; SO = retraits sur des prises ; ERA = Moyenne de points mérités.